# Nouschahr (Verwaltungsbezirk)
Nouschahr (persisch نوشهر) ist ein Schahrestan (persisch شهرستان) in der iranischen Provinz Mazandaran. Er enthält die Stadt Nouschahr, welche die Hauptstadt des Verwaltungsbezirks ist. Der Verwaltungsbezirk liegt am Kaspischen Meer.

## Kreise
Der Verwaltungsbezirk gliedert sich in folgende Kreise:
- Zentral (بخش مرکزی)
- Kodschur (بخش كجور)

## Demografie
Bei der Volkszählung 2016 betrug die Einwohnerzahl des Schahrestan 138.913. Die Alphabetisierung lag bei 89 Prozent der Bevölkerung. Knapp 40 Prozent der Bevölkerung lebten in urbanen Regionen.
| Zensusjahr | Einwohnerzahl |
| ---------- | ------------- |
| 2011       | 128.647       |
| 2016       | 138.913       |